# Beta Canis Majoris
Beta Canis Majoris (β CMa, β Canis Maioris), Mirzam é uma estrela da constelação de Canis Major. Também é conhecida por Murzim ou Mirza. O nome vem do árabe مرزم que significa arauto.
Mirzam está a 500 anos luz da Terra, e tem uma magnitude aparente de 1.98m, magnitude absoluta de -3.95m. Na realidade Mirzam pulsa num período de 6 horas variando de +1,95m e +2,00 m.
Mirzam é uma gigante azul-branca de classe espectral B1 II-III.
Na bandeira do Brasil, como uma estrela de segunda grandeza, representa o estado do Amapá. 